# Valley Suns
Valley Suns es un equipo de baloncesto estadounidense que juega en la NBA G League, desde la temporada 2024-25. Están afiliados al equipo de la NBA de los Phoenix Suns. Tienen su sede en Tempe, Arizona y disputa sus partidos como local en el Mullett Arena, en el campus de la Universidad Estatal de Arizona.

## Historia
El 12 de abril de 2016, los Phoenix Suns anunciaron que habían comprado los Bakersfield Jam y trasladarían el equipo a Prescott Valley, Arizona, cambiando el nombre del equipo a Northern Arizona Suns. El 29 de julio de 2020, los Detroit Pistons anunciaron que habían comprado la franquicia a los Suns y habían trasladado el equipo a Detroit para jugar como Motor City Cruise. Con la creación de Rip City Remix, filial de los Portland Trail Blazers de cara a la temporada 2023-24, los Suns quedaron como el único equipo sin filial de la G League.
El 14 de febrero de 2024 los Suns anunciaron que adquirían el derecho de poseer y operar su nueva filial de la G League en Phoenix, lo que marcó la primera vez que los 30 equipos de la NBA tenían filiales de la liga de desarrollo. El equipo reveló su nombre, logotipo y estadio el 22 de mayo. El 13 de junio se llevó a cabo un draft de expansión, donde los Suns seleccionaron a 14 jugadores que regresaron desprotegidos.

## Afiliados NBA
- Phoenix Suns (2024–presente)